# Тадемаит
Тадемаит (на френски: Plateau du Tademaït, в превод от арабски – „Градината на Сатаната“) е пустинно плато в централната част на Алжир, издигащо се в северозападната част на пустинята Сахара, между пясъчните пустини Голям Източен Ерг на изток, Голям Западен Ерг на северозапад и Тидикелт на юг. Максималната му надморска височина е 845 m. Изградено е от варовици. Повърхността му е силно разчленена от дълбоки сухи долини (уади) и представлява безплодна чакълеста пустиня. Южните му склонове са стръмни, а северозападните – стъпаловидни. През платото преминава участък от Транссахарската автомобилна магистрала между Ел Голеа на север и Айн Салах на юг.